# Виана, Сандру
Сандру Рикарду Родригис Виана (порт.-браз. Sandro Ricardo Rodrigues Viana; род. 26 марта 1977, Манаус) — бразильский легкоатлет, специалист по бегу на короткие дистанции. Выступал за сборную Бразилии по лёгкой атлетике в 2005—2012 годах, обладатель бронзовой медали летних Олимпийских игр в Пекине, двукратный чемпион Панамериканских игр, чемпион Южной Америки, бронзовый призёр Всемирной Универсиады, многократный победитель и призёр первенств национального значения.

## Биография
Сандру Виана родился 26 марта 1977 года в Манаусе, штат Амазонас.
Выступал на крупных соревнованиях национального уровня начиная с 2001 года.
Будучи студентом, в 2005 году представлял Бразилию на Всемирной Универсиаде в Измире, где завоевал бронзовую медаль в беге на 100 метров и занял восьмое место в беге на 200 метров.
В 2007 году на домашнем чемпионате Южной Америки в Сан-Паулу одержал победу в дисциплине 200 метров и в эстафете 4 × 100 метров. На домашних Панамериканских играх в Рио-де-Жанейро дошёл до полуфинала на дистанции 200 метров, выиграл эстафету 4 × 100 метров. На чемпионате мира в Осаке стартовал в беге на 100 и 200 метров, показал четвёртый результат в эстафете 4 × 100 метров.
В 2008 году на иберо-американском чемпионате в Икике завоевал золотые награды в беге на 200 метров и в эстафете 4 × 100 метров. Благодаря череде успешных выступлений удостоился права защищать честь страны на летних Олимпийских играх в Пекине — в дисциплине 100 метров остановился на предварительном квалификационном этапе, в дисциплине 200 метров дошёл до четвертьфинала, тогда как в эстафете 4 × 100 метров совместно с Висенти ди Лимой, Жозе Карлусом Морейрой и Бруну ди Баррусом занял в финале четвёртое место (впоследствии в связи с допинговой дисквалификацией победившей команды Ямайки поднялся в итоговом протоколе до третьей позиции и стал бронзовым призёром).
В 2009 году бежал 200 метров и эстафету 4 × 100 метров, в эстафете стал седьмым.
В 2010 году принимал участие в иберо-американском чемпионате в Сан-Фернандо, в число призёров не попал.
В 2011 году на чемпионате Южной Америки в Буэнос-Айресе выиграл бронзовую и золотую медали в беге на 100 метров и в эстафете 4 × 100 метров соответственно. На Панамериканских играх в Гвадалахаре дошёл до полуфинала на дистанции 100 метров, финишировал седьмым на дистанции 200 метров, одержал победу в эстафете 4 × 100 метров.
В 2012 году на иберо-американском чемпионате в Баркисимето получил серебро в дисциплине 100 метров, взял бронзу в дисциплине 200 метров, завоевал золото в эстафете 4 × 100 метров. Участвовал в Олимпийских играх в Лондоне — стартовал в беге на 200 метров и в эстафете 4 × 100 метров, в обоих случаях не смог преодолеть предварительные квалификационные этапы.
Завершил спортивную карьеру по окончании сезона 2018 года.